# Kreis Glatz
| Kreis Glatz                                      | Kreis Glatz                                                             |
| ------------------------------------------------ | ----------------------------------------------------------------------- |
| Wappen Landkreis                                 |                                                                         |
| Preußische Provinz                               | Schlesien (1816–1919, 1938–1941) Niederschlesien (1919–1938, 1941–1945) |
| Regierungsbezirk                                 | Breslau                                                                 |
| Kreisstadt                                       | Glatz                                                                   |
| Letzter Landrat                                  | Heinrich Klosterkemper (1937–1945)                                      |
| Fläche                                           | 852,37 km² (1939)                                                       |
| Einwohner                                        | 123.130 (1939)                                                          |
| Bevölkerungsdichte                               | 144 Einwohner/km² (1939)                                                |
| Städte                                           | 5                                                                       |
| Landgemeinden                                    | 96                                                                      |
|                                                  |                                                                         |
| Der Kreis Glatz in den Grenzen von 1855 bis 1932 |                                                                         |

Der preußische Kreis Glatz in Schlesien bestand in unterschiedlichen Abgrenzungen von 1742 bis 1945. Seine Kreisstadt war die Stadt Glatz. Das ehemalige Kreisgebiet gehört heute zum Powiat Kłodzki in der polnischen Woiwodschaft Niederschlesien.

## Verwaltungsgeschichte

### Königreich Preußen
Nach der Eroberung des größten Teils von Schlesien durch Preußen im Jahre 1741 wurden durch die königliche Kabinettsorder vom 25. November 1741 in Niederschlesien die preußischen Verwaltungsstrukturen eingeführt. Dazu gehörte die Einrichtung zweier Kriegs- und Domänenkammern in Breslau und Glogau sowie deren Gliederung in Kreise und die Einsetzung von Landräten zum 1. Januar 1742.
Aus der Grafschaft Glatz wurde der Kreis Glatz gebildet, als dessen erster Landrat Ernst Anton von Pannwitz eingesetzt wurde. Der Kreis Glatz war im 18. Jahrhundert der sowohl nach Fläche als auch nach Einwohnerzahl größte schlesische Kreis und war in die sechs Distrikte Glatz, Habelschwerdt, Landeck, Lewin, Neurode und Wünschelburg gegliedert. Er gehörte zur Kriegs- und Domänenkammer Breslau, bis er im Zuge der Stein-Hardenbergischen Reformen 1815 dem Regierungsbezirk Reichenbach der Provinz Schlesien zugeordnet wurde.
Zum 1. Januar 1818 wurde aus den beiden Distrikten Habelschwerdt und Landeck des Kreises Glatz der neue Kreis Habelschwerdt gebildet. Nach der Auflösung des Regierungsbezirks Reichenbach wurden die Kreise Glatz und Habelschwerdt am 1. Mai 1820 dem Regierungsbezirk Breslau zugeteilt.
Am 2. August 1855 wurde aus den Distrikten Neurode und Wünschelburg des Kreises Glatz der neue Kreis Neurode mit Sitz in der Stadt Neurode gebildet.

### Deutsches Reich
Nach dem Deutschen Krieg wurde auf Druck Bismarcks der Deutsche Bund aufgelöst. Seit dem 1. Juli 1867 war Preußen die dominierende Macht des neu gegründeten Norddeutschen Bundes, der am 1. Januar 1871 zum Deutschen Reich wurde.
Zum 8. November 1919 wurde die Provinz Schlesien zweigeteilt. Aus den Regierungsbezirken Breslau und Liegnitz wurde die neue Provinz Niederschlesien gebildet. Zum 30. September 1928 wurden im Kreis Glatz wie im übrigen Preußen nahezu alle bisher selbstständigen Gutsbezirke aufgelöst und benachbarten Landgemeinden zugeteilt. Zum 1. Oktober 1932 wurde der Kreis Neurode wieder aufgelöst und mit dem Kreis Glatz zusammengeschlossen. Gleichzeitig wurden die Landgemeinden Neu Wilmsdorf aus dem Kreis Habelschwerdt und Wiltsch aus dem Kreis Frankenstein in den Kreis Glatz umgegliedert.
Am 1. April 1938 wurden die preußischen Provinzen Niederschlesien und Oberschlesien wieder zur Provinz Schlesien zusammengeschlossen, was jedoch zum 18. Januar 1941 rückgängig gemacht wurde.
Im Frühjahr 1945 wurde das Kreisgebiet von der Roten Armee besetzt. Im Sommer 1945 wurde das Kreisgebiet von der sowjetischen Besatzungsmacht  gemäß dem Potsdamer Abkommen unter polnische Verwaltung gestellt. Im Kreisgebiet begann darauf der Zuzug polnischer Zivilisten, vorwiegend aus den im Rahmen der „Westverschiebung Polens“ an die Sowjetunion gefallenen Gebieten östlich der Curzon-Linie. In der Folgezeit wurde die deutsche Bevölkerung größtenteils aus dem Kreisgebiet vertrieben.

## Einwohnerentwicklung
| Jahr | Einwohner | Quelle |
| ---- | --------- | ------ |
| 1803 | 101.919   | [ 9 ]  |
|      |           |        |
| 1819 | 61.433    | [ 10 ] |
| 1846 | 91.066    | [ 11 ] |
|      |           |        |
| 1871 | 60.407    | [ 12 ] |
| 1885 | 64.442    | [ 13 ] |
| 1900 | 60.819    | [ 14 ] |
| 1910 | 64.852    | [ 14 ] |
| 1925 | 66.905    | [ 15 ] |
|      |           |        |
| 1939 | 123.130   | [ 15 ] |

## Landräte
| - 1742–175900Ernst Anton Erdmann von Pannwitz - 1760–176900Adam Friedrich von Pfeil - 1770–177700Carl Wenzel von Prittwitz und Gaffron - 1777–178400George Benjamin von Arnold - 1785–180600Heinrich Alexander von Reibnitz - 1806–180900Johann von Frobel - 1809–181100Adolph von Götze - 1811–181200Ignatz von Pannwitz - 1812–181400Franz Carl von Fernemont (interimistisch) - 0000–181900Friedrich Andreas von Falkenhausen (1781–1840) - 1819–182400Felix Anton Pilati von Thassul zu Daxberg († 1834) - 1824–183900Ernst von Köller (1793–1870) | - 1839–185500Constantin von Zedlitz-Neukirch (1813–1889) - 1855–185700Joseph von Humbracht (interimistisch) - 1857–189200Carl von Seherr-Thoß (1829–1892) - 1892–190000Arthur Bartels (1856–1937) - 1901–191300Georg von Steinmann (1866–1938) - 1913–191600Rudolf von Zastrow (1873–1916) - 1916–191900Constantin von Jerin (1876–1936) - 1920–193300Franz Peucker (1881–1936) - 1933–193400Artur Joachim (vertretungsweise) - 1934–193700Georg Horstmann (1894–1940) - 1937–194500Heinrich Klosterkemper (1902–1976) |

## Kommunalverfassung
Der Kreis Glatz gliederte sich seit dem 19. Jahrhundert in Städte, Landgemeinden und Gutsbezirke. Mit Einführung des preußischen Gemeindeverfassungsgesetzes vom 15. Dezember 1933 gab es ab dem 1. Januar 1934 eine einheitliche Kommunalverfassung für alle preußischen Gemeinden. Mit Einführung der Deutschen Gemeindeordnung vom 30. Januar 1935 wurde zum 1. April 1935 das Führerprinzip auf Gemeindeebene durchgesetzt. Eine neue Kreisverfassung wurde nicht mehr geschaffen; es galt weiterhin die Kreisordnung für die Provinzen Ost- und Westpreußen, Brandenburg, Pommern, Schlesien und Sachsen vom 19. März 1881.

## Gemeinden
Der Kreis Glatz umfasste zuletzt fünf Städte und 96 Landgemeinden:
| - Albendorf - Altbatzdorf - Altwilmsdorf - Bad Altheide - Bad Kudowa - Bad Reinerz, Stadt - Beutengrund - Biebersdorf - Biehals - Birgwitz - Birkhagen - Dörnikau - Droschkau - Dürrkunzendorf - Ebersdorf b. Neurode - Eckersdorf - Eisersdorf - Falkenberg - Falkenhain - Friedersdorf - Friedrichsgrund - Friedrichswartha - Gabersdorf - Gellenau - Glatz, Stadt - Goldbach | - Grenzeck - Großgeorgsdorf - Grunwald - Hallgrund - Hausdorf - Hollenau - Hummelstadt, Stadt - Järker - Jauernig - Kaltenbrunn - Kaltwasser - Kamnitz - Karlsberg - Kartau - Keilendorf - Kleingeorgsdorf - Königshain - Königswalde - Krainsdorf - Kreuzdorf - Kunzendorf - Kuttel - Ludwigsdorf - Markrode - Märzdorf - Mittelsteine | - Möhlten - Mügwitz - Mühldorf - Neißenfels - Neißgrund - Neißtal - Neu Wilmsdorf - Neudeck - Neudorf - Neurode, Stadt - Niederhannsdorf - Niederrathen - Niederschwedeldorf - Niedersteine - Oberhannsdorf - Oberrathen - Oberschwedeldorf - Obersteine - Passendorf - Rauschwitz - Reichenau - Reichenforst - Rengersdorf - Roms - Roschwitz - Rothwaltersdorf | - Rückers - Sackisch - Schlegel - Schloßhübel - Schlaney - Schwenz - Seifersdorf - Steinwitz - Stolzenau - Straußdörfel - Talheim (Niederschles.) - Tanz - Tassau - Tuntschendorf - Ullersdorf - Vierhöfe - Volpersdorf - Walditz - Wallisfurth - Wiesau - Wiltsch - Wünschelburg, Stadt - Zaughals |

Zum Kreis gehörte außerdem der unbewohnte Forstgutsbezirk Reinerz. Bis 1937 fanden im Kreis die folgenden Eingemeindungen statt:
| - Agnesfeld, am 1. April 1929 zu Stolzenau - Buchau, am 15. März 1936 zu Neurode - Grenzendorf, am 1. Mai 1928 zu Bad Reinerz - Hartau, am 1. April 1937 zu Bad Reinerz - Hassitz, am 1. April 1928 zu Glatz - Hermsdorf, am 1. April 1937 zu Bad Reinerz - Hinterkohlau, am 10. Juni 1927 zu Bad Reinerz - Kessel, am 1. April 1929 zu Dörnikau - Kohlendorf, am 15. März 1936 zu Neurode - Ludwigsdörfel, am 1. April 1937 zu Reichenau | - Markgrund, am 1. April 1937 zu Königswalde - Neufalkenhain, am 1. Januar 1936 zu Falkenhain - Neuheide, am 1. April 1929 zu Bad Altheide - Piltsch, am 1. April 1937 zu Rengersdorf - Scheibe, am 31. Januar 1936 zu Glatz - Soritsch, am 30. September 1928 zu Glatz - Tschischney, am 1. April 1935 zu Hallatsch - Utschendorf, am 1. April 1929 zu Rückers - Walddorf, am 1. April 1937 zu Rückers - Werdeck, am 1. Oktober 1936 zu Ullersdorf |

## Ortsnamen
In der Zwischenkriegszeit wurden mehrere Gemeinden umbenannt, u. a. sieben Orte aus dem Böhmischen Winkel:
| - Brzesowie → Birkhagen (1924) - Hallatsch → Hallgrund (1937) - Koritau → Kartau (1937) - Krzischney → Kreuzdorf (1929) - Labitsch → Neißenfels (1937) - Lewin → Hummelstadt (1938) - Löschney → Talheim (1937) | - Morischau → Neißtal (1937) - Nerbotin → Markrode (1937) - Pischkowitz → Schloßhübel (1937) - Poditau → Neißgrund (1937) - Schlaney → Schnellau (1937) - Straußeney → Straußdörfel (1937) - Tscherbeney → Grenzeck (1937) |

## Geographie
Der Kreis entsprach zuletzt ungefähr der nördlichen Hälfte der ehemaligen Grafschaft Glatz und hat etwa geographische Breite 50.3°–50.6° sowie Länge 16.2°–17°. Er bildete mit dem Kreis Habelschwerdt den von Bergen umgebenen Glatzer Kessel im Südwesten Niederschlesiens. Die den Kreis umgebenden Gebirge waren:
- Eulengebirge (Góry Sowie)
- Reichensteiner Gebirge (Góry Złote)
- Glatzer Schneegebirge (Masyw Śnieżnika)
- Bielengebirge (Góry Bialskie),
- Adlergebirge (Góry Orlickie; tschech. Orlicke hory)
- Habelschwerdter Gebirge (Góry Bystrzyckie) und
- Heuscheuergebirge (Góry Stołowe, tschech. Stolové hory)